# Nhà thờ Phủ cát

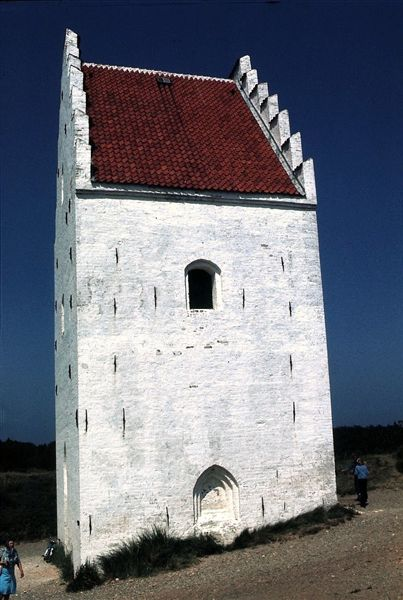
Nhà thờ Phủ cát được đặt theo tên của Thánh Lawrence, theo tiếng Đan Mạch Sct. Laurentii Kirke

Nhà thờ Phủ cát (tiếng Đan Mạch: Den Tilsandede Kirke, cũng được dịch là Nhà thờ chôn cất) là tên được đặt cho một nhà thờ cuối thế kỷ 14 dành riêng cho Thánh Lawrence của Rome. Còn được biết đến với tên gọi Nhà thờ Skagen cũ, đây là một nhà thờ bằng gạch có kích thước đáng kể, nằm cách trung tâm thị trấn Skagen, Đan Mạch 2 kilômét về phía tây nam. Trong nửa cuối thế kỷ 18, nhà thờ bị chôn vùi một phần bởi cát từ các cồn cát gần đó; hội chúng phải đào lối vào mỗi lần tổ chức mục vụ. Cuộc đấu tranh để giữ cho nhà thờ không có cát kéo dài đến năm 1795, khi nó bị bỏ hoang.. Nhà thờ đã bị phá hủy, để lại tòa tháp với đầu hồi với tư cách là phần duy nhất của cấu trúc ban đầu vẫn còn đứng vững.

## Kiến trúc
Nhà thờ là một trong những tòa nhà cổ nhất ở Skagen. Nó được xây dựng bằng gạch theo phong cách kiến trúc Gothic giữa năm 1355 và 1387 (ngày đầu tiên được đề cập). Nhà thờ có một gian giữa hình vòm dài, với các trụ bên ngoài và một tòa tháp với đầu hồi bước chân, được thêm vào khoảng năm 1475. Phòng thay áo lễ nằm ở phía bắc, hiên ở phía nam và tháp ở phía tây của gian giữa. Nhà thờ dài 45 mét (148 ft) bao gồm cả tháp, cao hơn 22 mét (72 ft) một chút. Phần chính của nhà thờ được xây dựng bằng gạch đỏ với mái bằng chì, và tòa tháp được xây dựng bằng gạch màu vàng có hoa văn, được quét vôi sau năm 1816. Những viên gạch được nhập khẩu từ Hà Lan và Đức, đặc biệt là từ L Cantereck. Khoảng 18 mét (59 ft)   của tháp có thể nhìn thấy trên cát ngày nay.